# Laurin & Klement A (1922)
Laurin & Klement A byl automobil vyráběný československou firmou Laurin & Klement od roku 1922 do roku 1924. V roce 1922 se jmenoval Laurin & Klement A, v letech 1923 a 1924 se jmenoval Laurin & Klement 100. Byl nástupce typu T.
Motor byl vodou chlazený řadový čtyřválec s rozvodem SV. Měl výkon 18 kW (25 koní), vrtání 72 mm a zdvih 110 mm. Objem válců byl 1791 cm³. Vůz mohl jet maximálně 80 km/h.
Celkem bylo vyrobeno 106 kusů.